# Tetraphidaceae
Tetraphidaceae é uma família de musgos cuja classificação botânica permaneceu incerta por muito tempo. Hoje estes musgos são encaixados e reconhecidos como uma subclasse própria dos briópsidas.
Estas espécies de musgos se encontram presentes em todas as regiões nórdicas do globo, naquelas que formam o holártico.

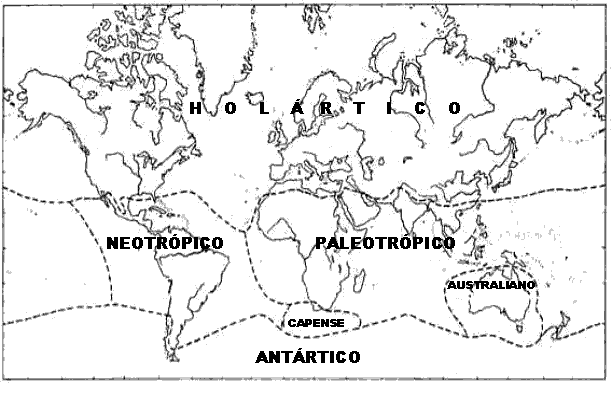
Holártico, um dos seis grandes reinos florais do planeta terra.